# Gouvernement Koštunica II
République de Serbie
Koštunica I Cvetković
Le gouvernement Koštunica II (en serbe : Друга влада Војислава Коштунице) est le gouvernement de la république de Serbie entre le 15 mai 2007 et le 7 juillet 2008, durant la septième législature de l'Assemblée nationale.

## Historique du mandat
Dirigé par le président du gouvernement conservateur sortant Vojislav Koštunica, ce gouvernement est constitué et soutenu par une coalition entre le Parti démocrate (DS), le Parti démocrate de Serbie (DSS), Nouvelle Serbie (NS), G17 Plus (G17+) et le Parti démocratique du Sandžak (SDP). Ensemble, ils disposent de 132 députés sur 250, soit 52,8 % des sièges de l'Assemblée nationale.
Il est formé à la suite des élections législatives du 21 janvier 2007.
Il succède donc au gouvernement Koštunica I, constitué et soutenu par une coalition entre le DSS, G17+, NS et le Mouvement serbe du renouveau (SPO).
Au cours du scrutin parlementaire, les nationalistes radicaux du Parti radical serbe (SRS) deviennent la première force politique de Serbie, mais ne disposent d'aucun allié pour gouverner. Bien que le DSS soit troisième, Koštunica est invité par le président de la République Boris Tadić, issu du DS, à former le gouvernement. Les négociations durent trois mois et aboutissent peu avant la limite imposée par le délai constitutionnel. Le cabinet remporte le vote de confiance à l'Assemblée nationale le 15 mai par 133 voix pour et 106 voix contre.
Le 8 mars 2008, Vojislav Koštunica annonce sa démission et celle de son équipe. Cette décision fait suite à la crise gouvernementale provoquée par l'indépendance du Kosovo. Il appelle alors à la dissolution de l'Assemblée nationale. Le chef de l'État convoque alors des élections législatives anticipées le 11 mai 2008. Celles-ci étant marquées par la victoire à la majorité relative du Parti démocrate et le fort recul du Parti démocrate de Serbie, le président Tadić confie la formation du nouvel exécutif au ministre des Finances Mirko Cvetković, qui présente son gouvernement deux mois après la tenue du scrutin.

## Composition
| Fonction                                                          | Titulaire | Titulaire                  | Parti |
| ----------------------------------------------------------------- | --------- | -------------------------- | ----- |
| Président du gouvernement                                         |           | Vojislav Koštunica         | DSS   |
| Vice-président du gouvernement                                    |           | Božidar Đelić              | DS    |
| Ministre des Affaires étrangères                                  |           | Vuk Jeremić                | DS    |
| Ministre de l'Intérieur                                           |           | Dragan Jočić               | DSS   |
| Ministre de la Défense                                            |           | Dragan Šutanovac           | DS    |
| Ministre des Finances                                             |           | Mirko Cvetković            | Sans  |
| Ministre de la Justice                                            |           | Dušan Petrović             | DS    |
| Ministre des Administrations publiques et des Affaires locales    |           | Milan Marković             | DS    |
| Ministre de l'Agriculture, des Forêts et des Eaux                 |           | Slobodan Milosavljević     | DS    |
| Ministre de l'Économie et du Développement régional               |           | Mlađan Dinkić              | G17+  |
| Ministre des Mines et de l'Énergie                                |           | Aleksandar Popović         | DSS   |
| Ministre des Infrastructures                                      |           | Velimir Ilić               | NS    |
| Ministre des Télécommunications et de la Société de l'information |           | Aleksandra Smiljanić       | Sans  |
| Ministre du Commerce et des Services                              |           | Predrag Bubalo             | DSS   |
| Ministre du Travail et de la Politique sociale                    |           | Rasim Ljajić               | SDP   |
| Ministre de la Science                                            |           | Ana Pešikan                | Sans  |
| Ministre de la Protection de l'environnement                      |           | Saša Dragin                | DS    |
| Ministre de l'Éducation                                           |           | Zoran Lončar               | DSS   |
| Ministre de la Jeunesse et des Sports                             |           | Snežana Samardžić-Marković | G17+  |
| Ministre de la Culture                                            |           | Vojislav Brajović          | Sans  |
| Ministre de la Santé                                              |           | Tomica Milosavljević       | G17+  |
| Ministre des Affaires religieuses                                 |           | Radomir Naumov             | DSS   |
| Ministre de la Diaspora                                           |           | Milica Čubrilo             | Sans  |
| Ministre du Kosovo-et-Métochie                                    |           | Slobodan Samardžić         | DSS   |
| Ministre sans portefeuille                                        |           | Dragan Đilas               | DS    |